# 仙台錦ケ丘郵便局
仙台錦ケ丘郵便局（せんだいにしきがおかゆうびんきょく）は、宮城県仙台市青葉区にある郵便局。錦ケ丘1-9丁目を担当している。ORINAS錦ケ丘の一角にあり、LANDRY PLATZと同施設内に構えている。なお、双方の行き来はできない。

## 沿革
当局がある錦ケ丘ニュータウン（別名：ハートヒルズ錦ケ丘）は宅地開発によって人口が増加していたが、郵便局を含む金融機関が一切所在していなかった。そこで2015年から地区民らによる誘致活動が始まり、その後8年にわたる活動の末、2023年7月に開局するに至った。市内ではJR仙台イーストゲートビル郵便局（2021年開局）以来の新設である。

### 年表
- 2023年（令和5年）
  - 6月1日 - 開局を発表[2]。
  - 7月26日 - 開局[1]。

## 取扱内容
- 郵便、国際郵便、印紙、ゆうパック
- 貯金窓口、為替、振替、振込、国債、簡易払い
- 保険窓口、生命保険、バイク自賠責保険、かんぽ保険
- ゆうちょ銀行ATM（局外ATMは錦ケ丘にはない）

出典：

## アクセス

### 鉄道
- JR仙山線 - 愛子駅から徒歩で25分

### バス
- 「錦ケ丘ヒルサイドモール前」バス停（愛子観光バス）から徒歩で3分
- 「錦ケ丘1丁目」バス停（仙台市営バス）から徒歩で3分

### 自動車
駐車場を有しており、160台まで駐車可能。
- 東北自動車道 - 仙台宮城ICから西に約6km

## 周辺
- 錦ケ丘ヒルサイドモール
- クスリのアオキ錦ケ丘店
- LANDRY PLATZ
- シャトレーゼ錦ケ丘店
- 錦ケ丘中央公園
- セブンイレブン錦ケ丘店
- 県道132号